# Rémering-lès-Puttelange
 Rémering-lès-Puttelange  es una población y comuna francesa, en la región de Lorena, departamento de Mosela, en el distrito de Sarreguemines y cantón de Sarralbe.

## Demografía
| 698 | 727 | 731 | 821 | 852 | 836 |
| Para los censos de 1962 a 1999 la población legal corresponde a la población sin duplicidades (Fuente: INSEE [Consultar]) |     |     |     |     |     |